# Apiognomonia erythrostoma
Apiognomonia erythrostoma (Pers.) Höhn. – gatunek grzybów z klasy Sordariomycetes. Grzyb mikroskopijny, patogen, u niektórych roślin uprawnych wywołujący chorobę zasychanie liści czereśni.

## Systematyka i nazewnictwo
Pozycja w klasyfikacji według Index Fungorum: Apiognomonia, Gnomoniaceae, Diaporthales, Diaporthomycetidae, Sordariomycetes, Pezizomycotina, Ascomycota, Fungi.
Po raz pierwszy takson ten opisał w 1800 roku Christiaan Hendrik Persoon nadając mu nazwę Sphaeria erythrostom. Obecną, uznaną przez Index Fungorum nazwę nadał mu w 1918 roku Franz von Höhnel, przenosząc go do rodzaju Apiognomonia.
Ma 16 synonimów. Niektóre z nich:
- Gnomonia erythrostoma f. armeniacae I.A. Bondar 1977
- Phomopsis effusa (Lib.) B. Sutton 1967
- Phomopsis stipata (Lib.) B. Sutton 1967[3].

## Morfologia i rozwój
TeleomorfaPerytecja o średnicy 200-320 µm z prostą szyjką o wymiarach 100–250 × 60–130 µm, szerszą u podstawy. Ściana o grubości 20–30 µm, złożone z ok. 3 warstw komórek o żółtobrązowych ściankach. Worki 65–95 × 10–13 µm, mniej więcej cylindryczne, ze zwężającą się podstawą i pierścieniem wierzchołkowym, ośmiozarodnikowe, po osiągnięciu dojrzałości uwalniające się z perytecjum. Askospory 14,5–20 × 4–6 µm. Przegroda dzieląca zarodnik znajduje się w 1/3 jego długości, większa górna komórka zwykle z dwoma gutulami, czasami na każdym końcu ze szklistymi wyrostkami podobnymi do włosków.
AnamorfaKonidiomy we fpostaci pyknidiów. Mają średnicę 100–160 µm, są kuliste lub niemal kuliste, zanurzona w tkance liścia, jednokomorowe, wyrastająca na dolnej powierzchni liści. Fialidy komórek konidiotwórczych tworzą się ze strzępek wewnętrznej powierzchni pyknidiów w łańcuchach po 2–4, końcowa komórka konidiogtwórcza jest najdłuższa, 11–20 x ok. 3 µm i ostra, fialidy pośrednie są krótsze 5–9 x ok. 3 µm i tworzą konidia bocznie. Konidia 17–25 x ok. 1 µm, nitkowate.
RozwójZimuje w postaci grzybni i owocników w tkankach porażonych i obumarłych liści. Wiosną wytworzone w nich askospory dokonują infekcji pierwotnych na młodych liściach. Na obumarłych liściach powstają także bezpłciowe konidia. Według niektórych fitopatologów dokonują infekcji wtórnych, według innych nie są zdolne do kiełkowania i infekowania roślin.